# Immanuel-Kant-Park
Der Immanuel-Kant-Park ist eine öffentliche Parkanlage im Stadtzentrum von Duisburg. Er geht auf den ehemaligen Villengarten des „Hauses Rhein“ des Duisburger Kaufmanns Theodor Böninger jun. zurück. Der etwa 7 ha große Park beherbergt öffentliche Grünanlagen und Kinderspielplätze, das Lehmbruck-Museum und dessen Skulpturengarten.

## Geschichte
Einige alte Flurstücke trugen bereits 1886 die Bezeichnung „Stadtgarten“. Die Katasterkarte von 1910 weist einen Teil des heutigen Geländes als „Immanuel-Kant-Park“ aus. 1925 wurde der Park der Öffentlichkeit zugänglich gemacht. Während des Zweiten Weltkriegs wurde er stark zerstört. Die Beseitigung der Schäden ging einher mit dem Ankauf von weiteren Grundstücken durch die Stadt Duisburg. Ende der 60er Jahre erfolgte die Umgestaltung und der weitere Ausbau des Parks.
1990 übergab die Stadt Duisburg einen Teil des Parks dem Lehmbruck-Museum zur Nutzung. Der öffentlich zugängliche Skulpturengarten zeigt über 40 dauerhafte und temporäre Skulpturen internationaler Künstler.
Am 14. Juli 2012 fand im Kant-Park eine Aktion unter der Bezeichnung „WISHMOB für ARTgerechte Haltung“ statt. Dabei wurden die ausgestellten Kunstwerke mit einem speziellen Sandstrahlgerät von Graffiti befreit sowie gekehrt und Müll gesammelt.
Der französische Künstler François Morellet hat 2004 eines seiner späten Hauptwerke Strange fruit gewidmet. Im Blattwerk einer Platane leuchten bogenförmige Neonröhren durch das Geäst, die acht Einzelteile ergäben zusammengefügt einen Kreisbogen.

## Skulpturen im Kant-Park (Auswahl)

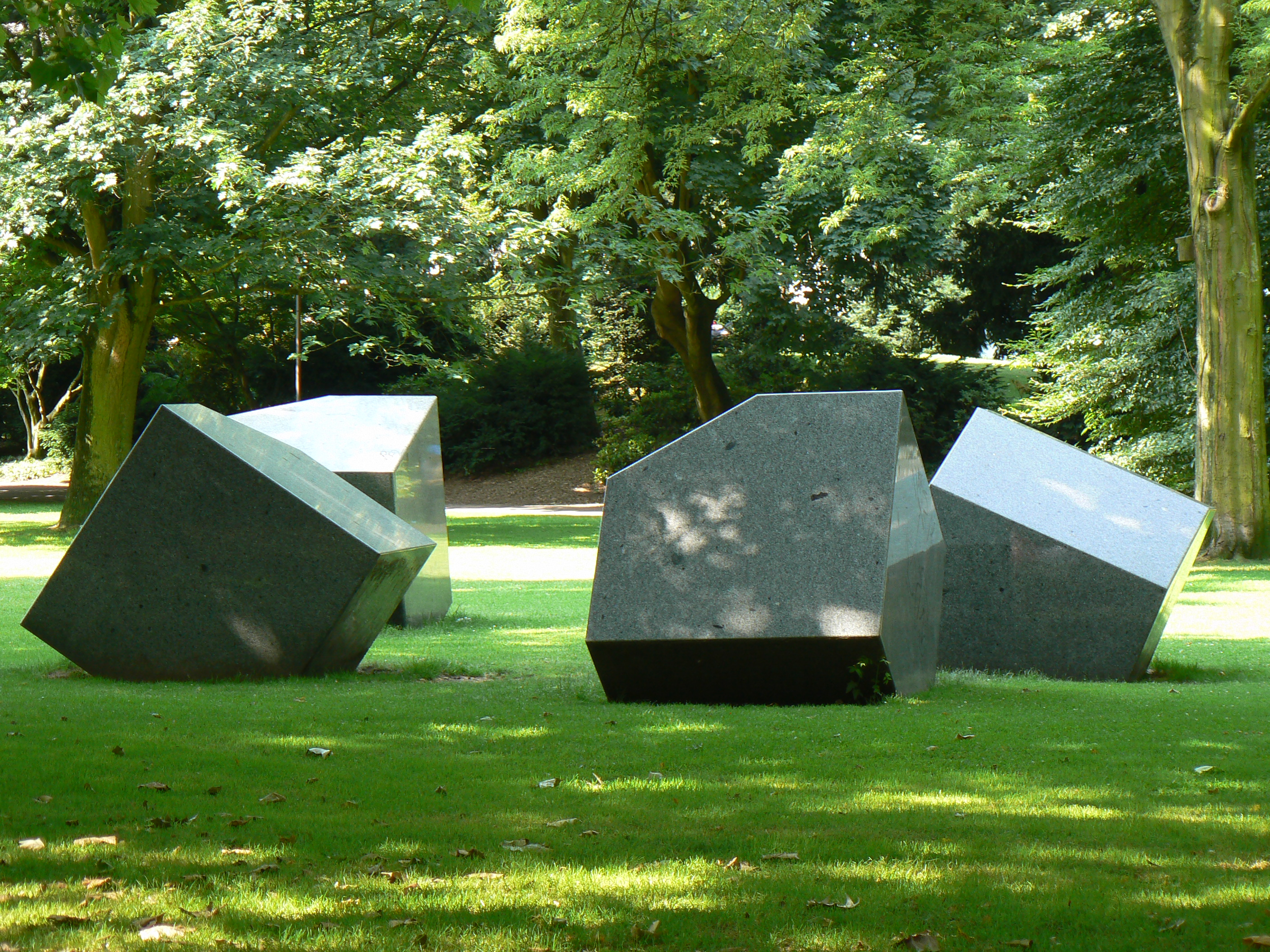
André Volten: Skulptur für eine Ebene
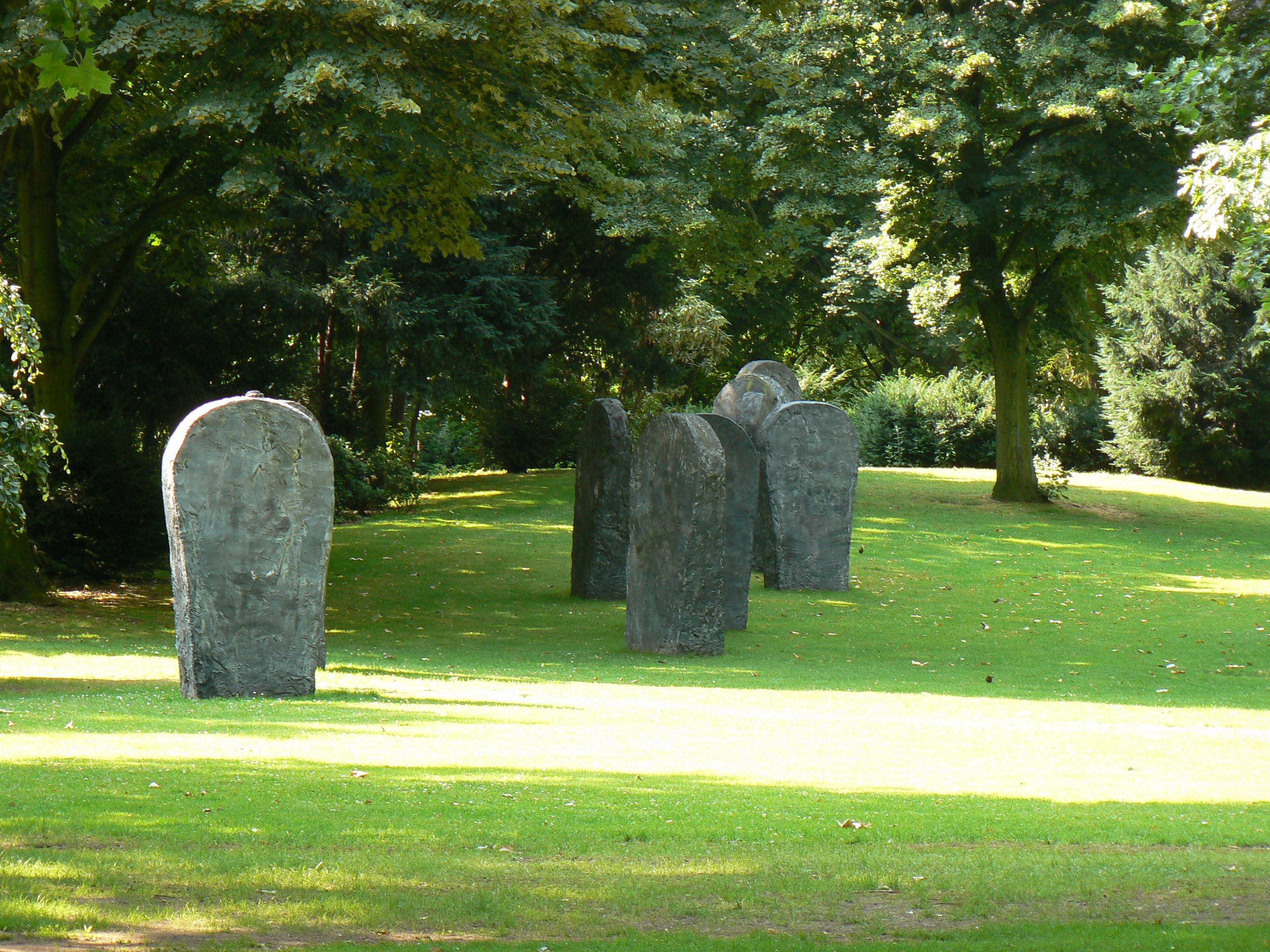
Magdalena Abakanowicz: Neun-Figuren-Raum (1990)
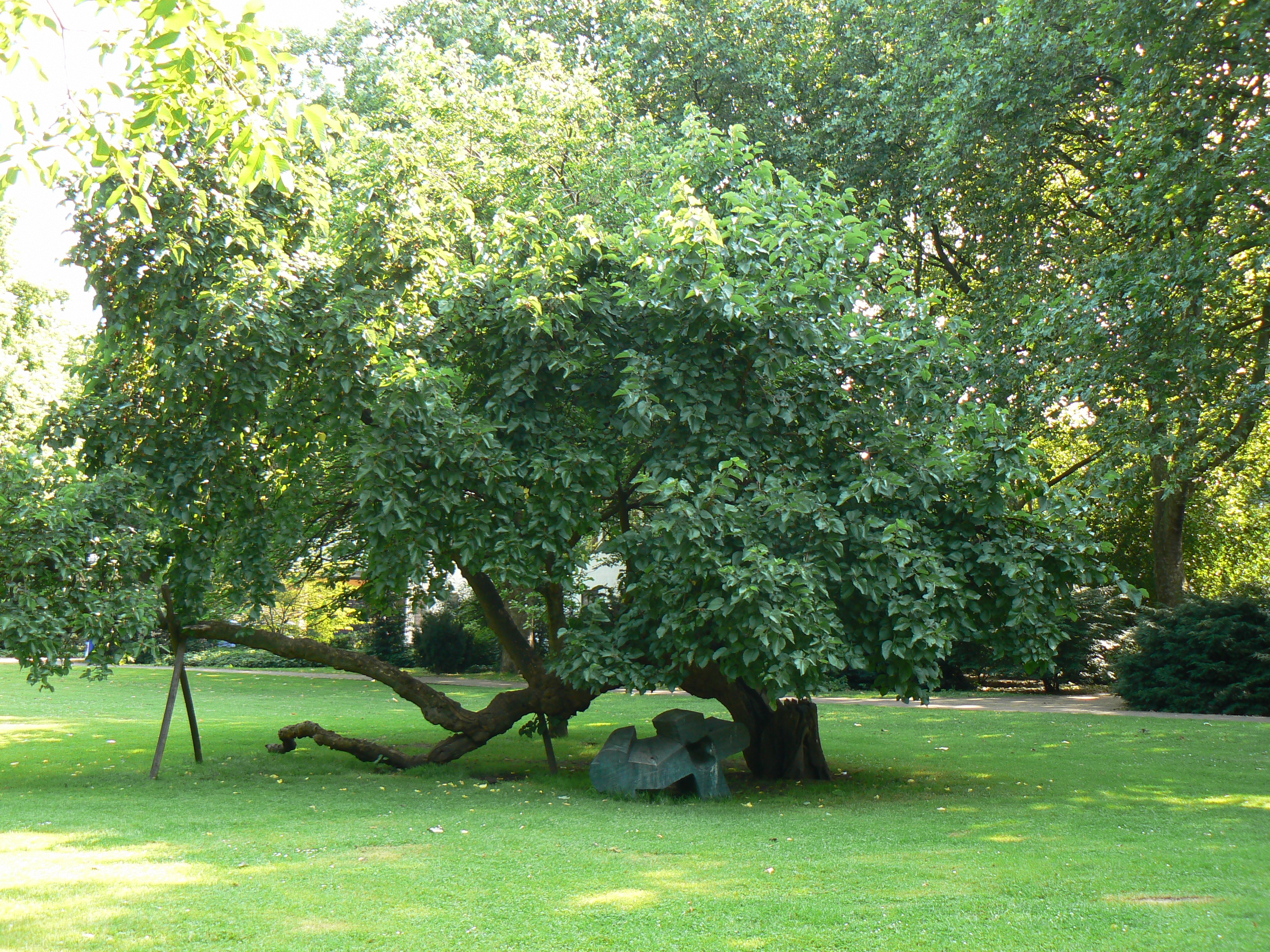
Claus Simon: Skulptur für einen Baum
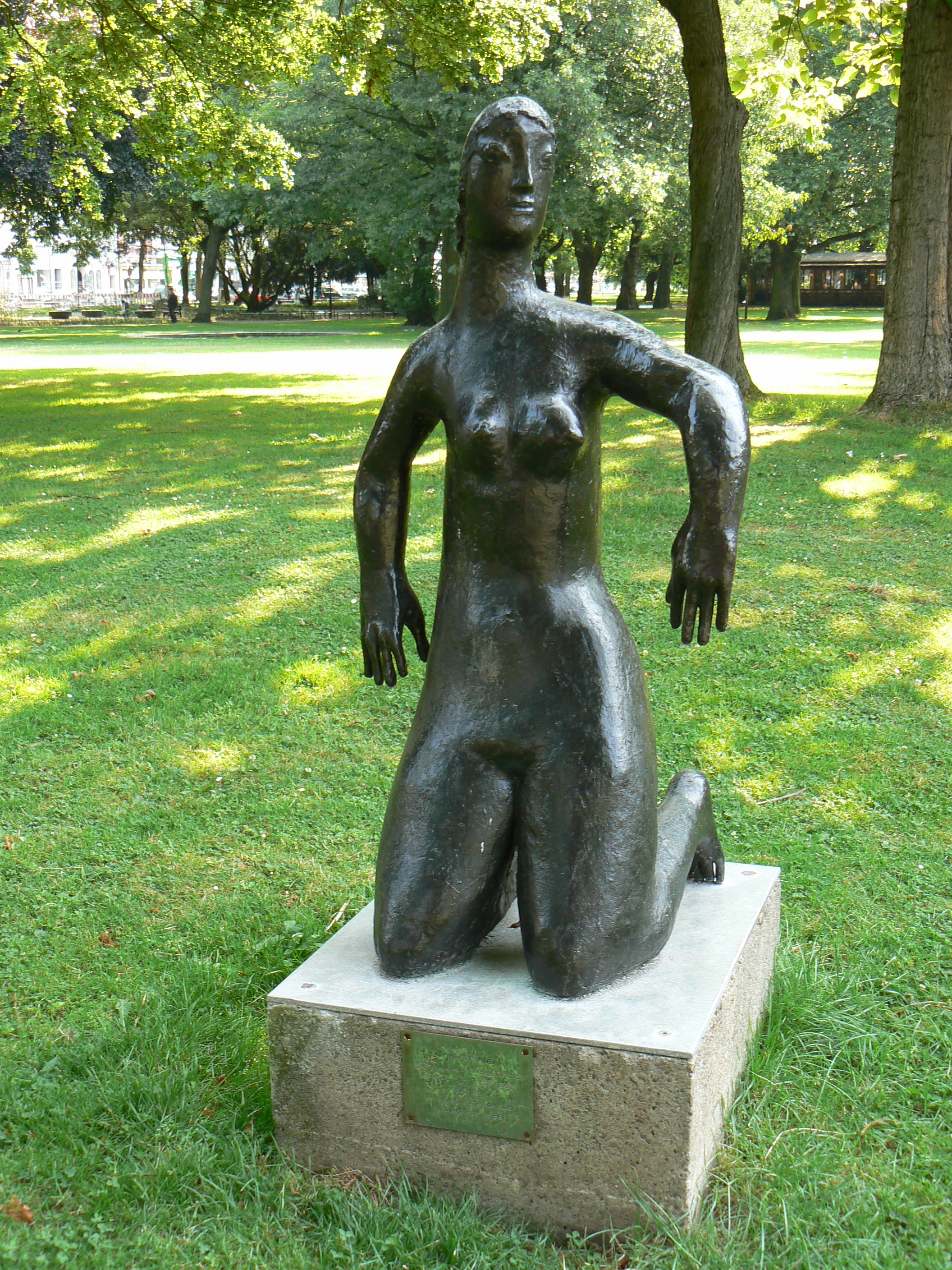
Toni Stadler: Kniende Figur – Eos
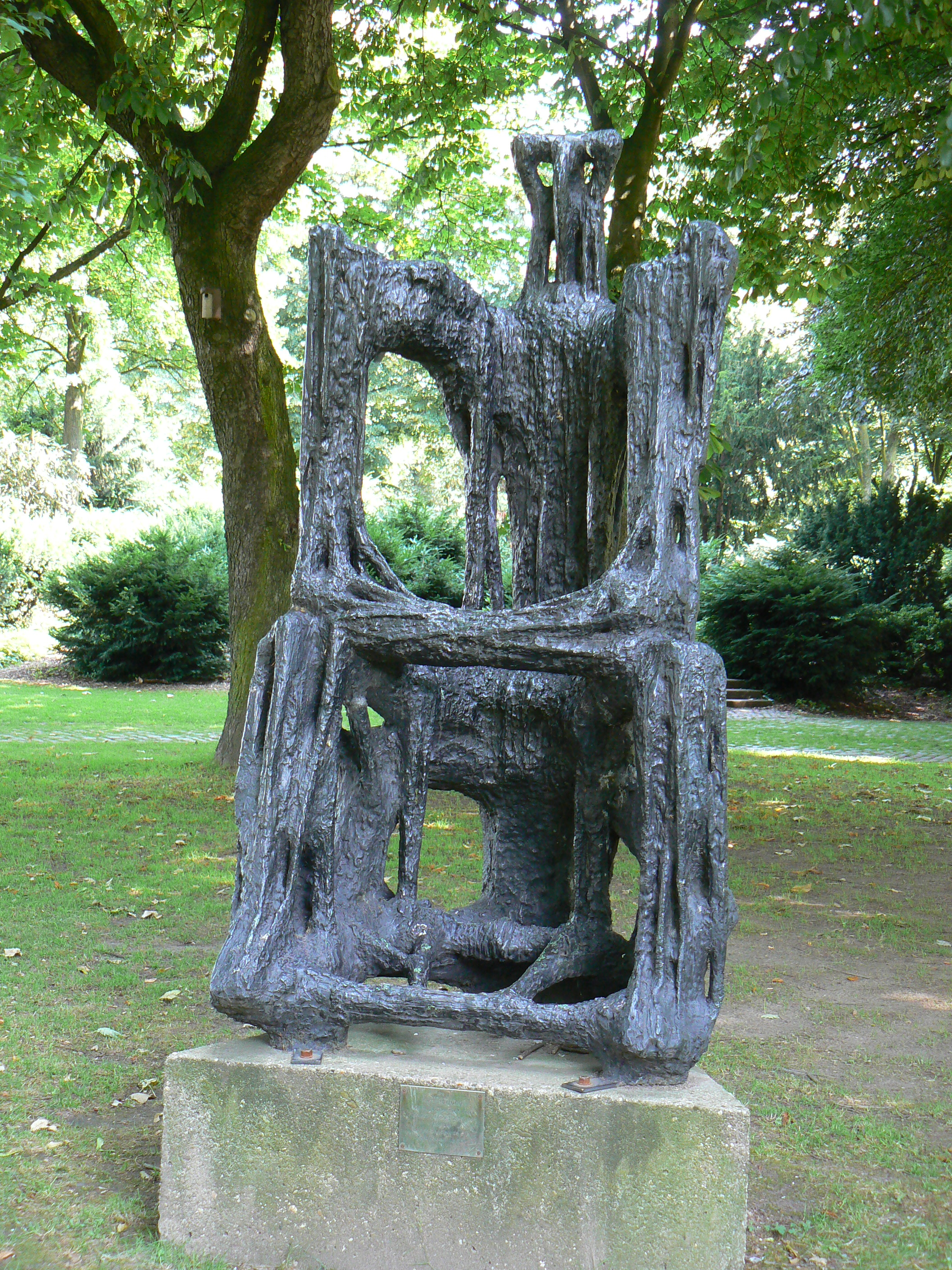
Karl Hartung: Thronoi
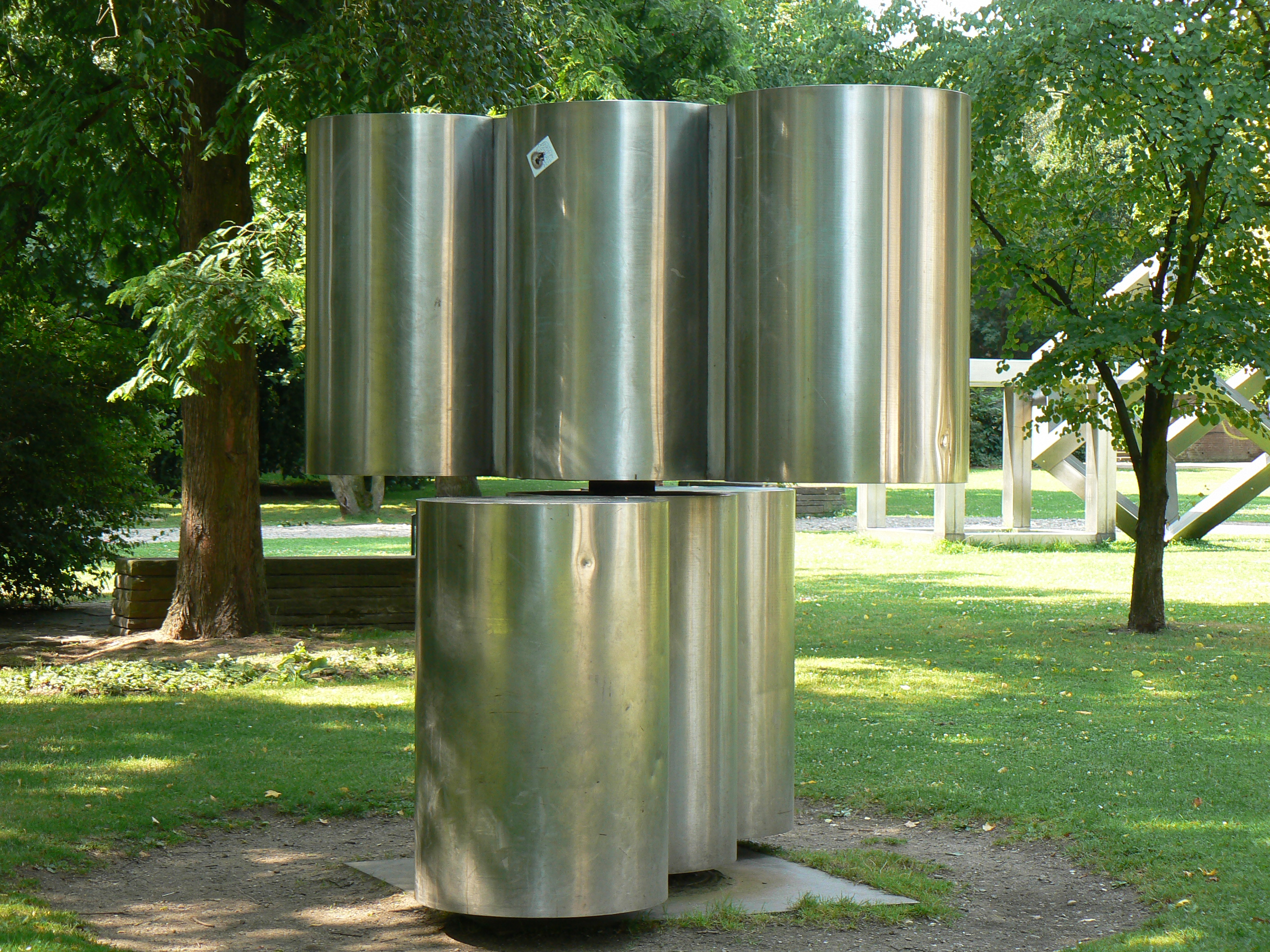
Günter Tollmann: Beweglicher Plastik PA II
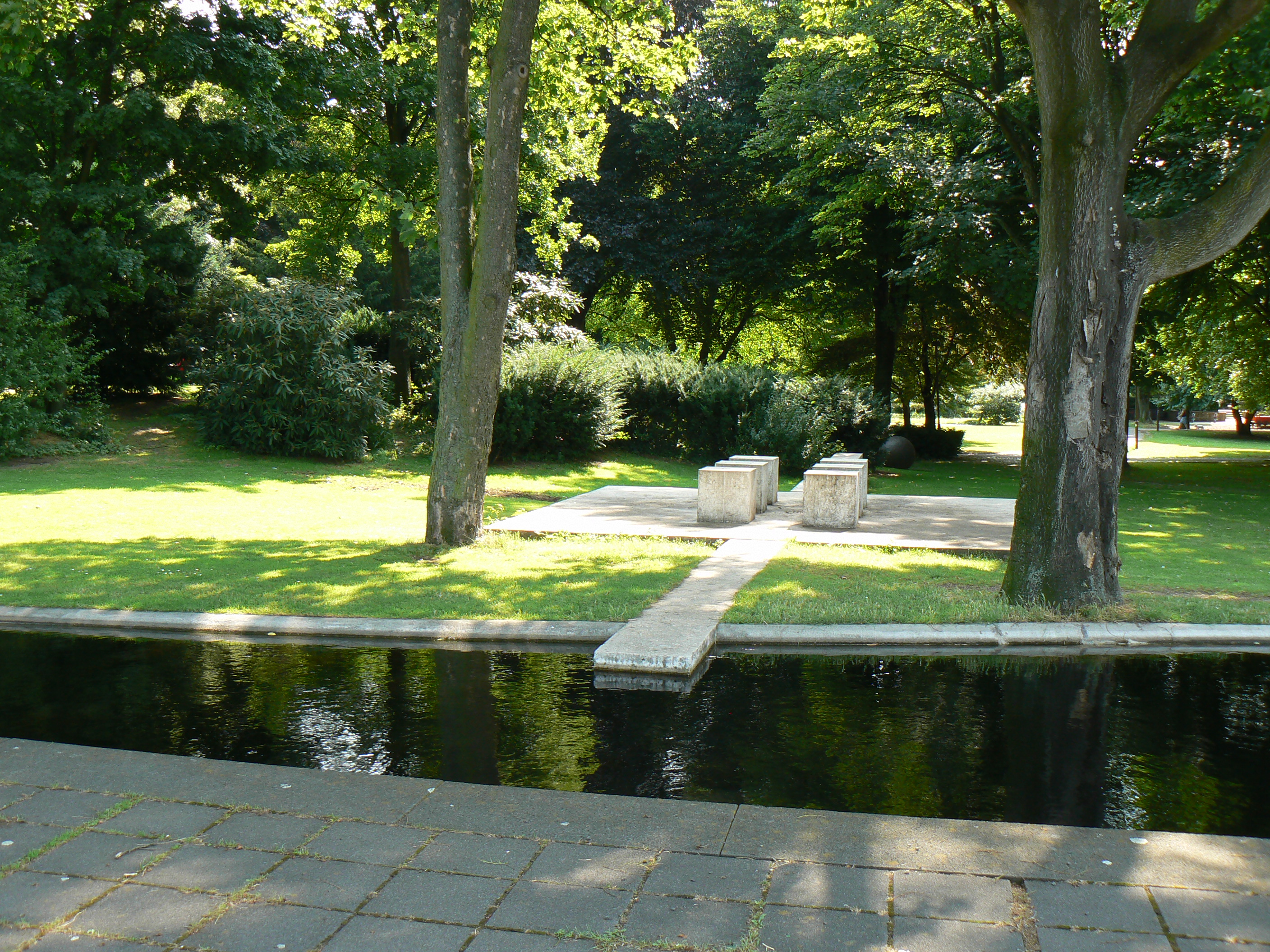
Dani Karavan: Dialog
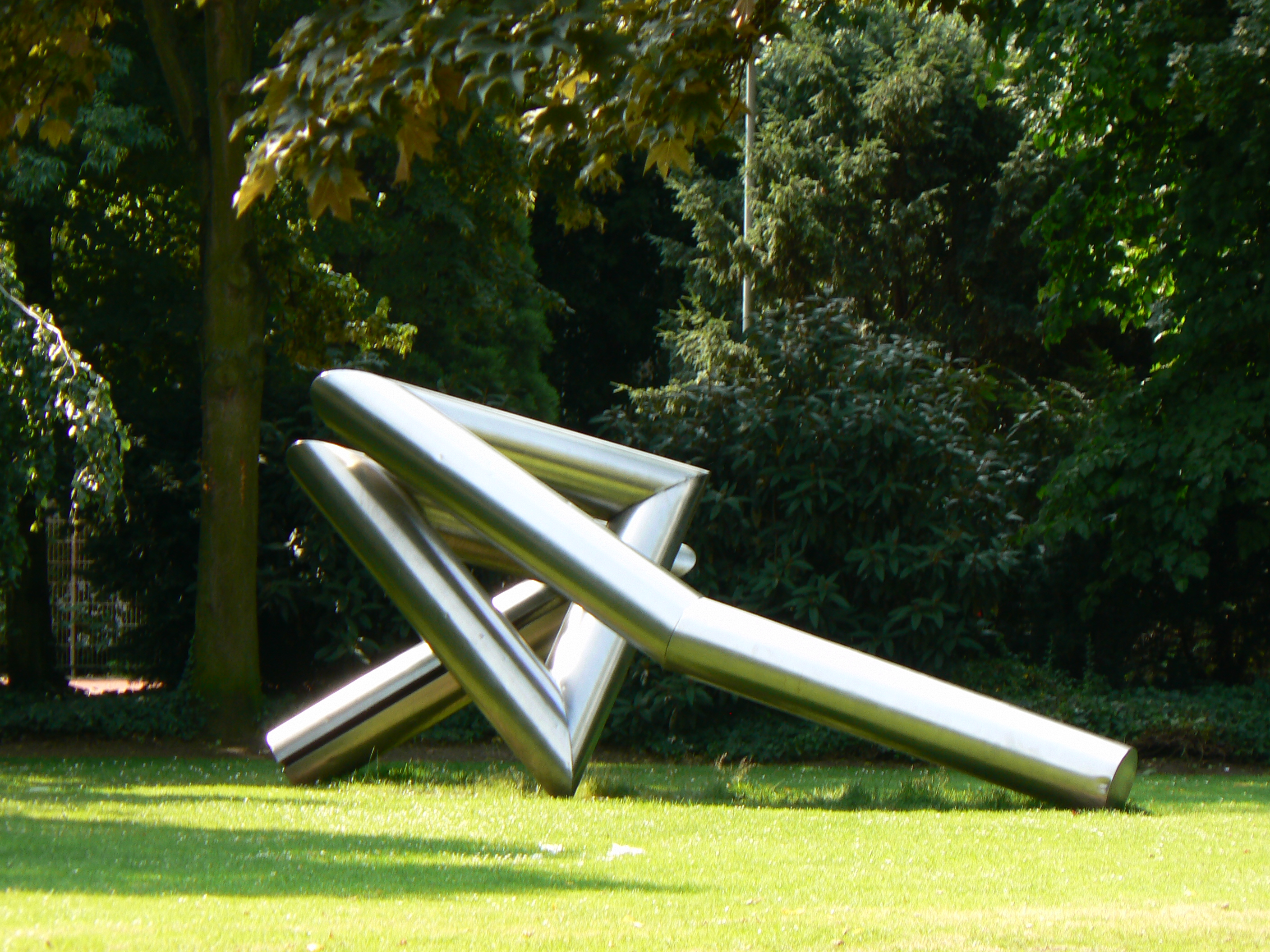
Erich Hauser: 17/70, Raumsäule
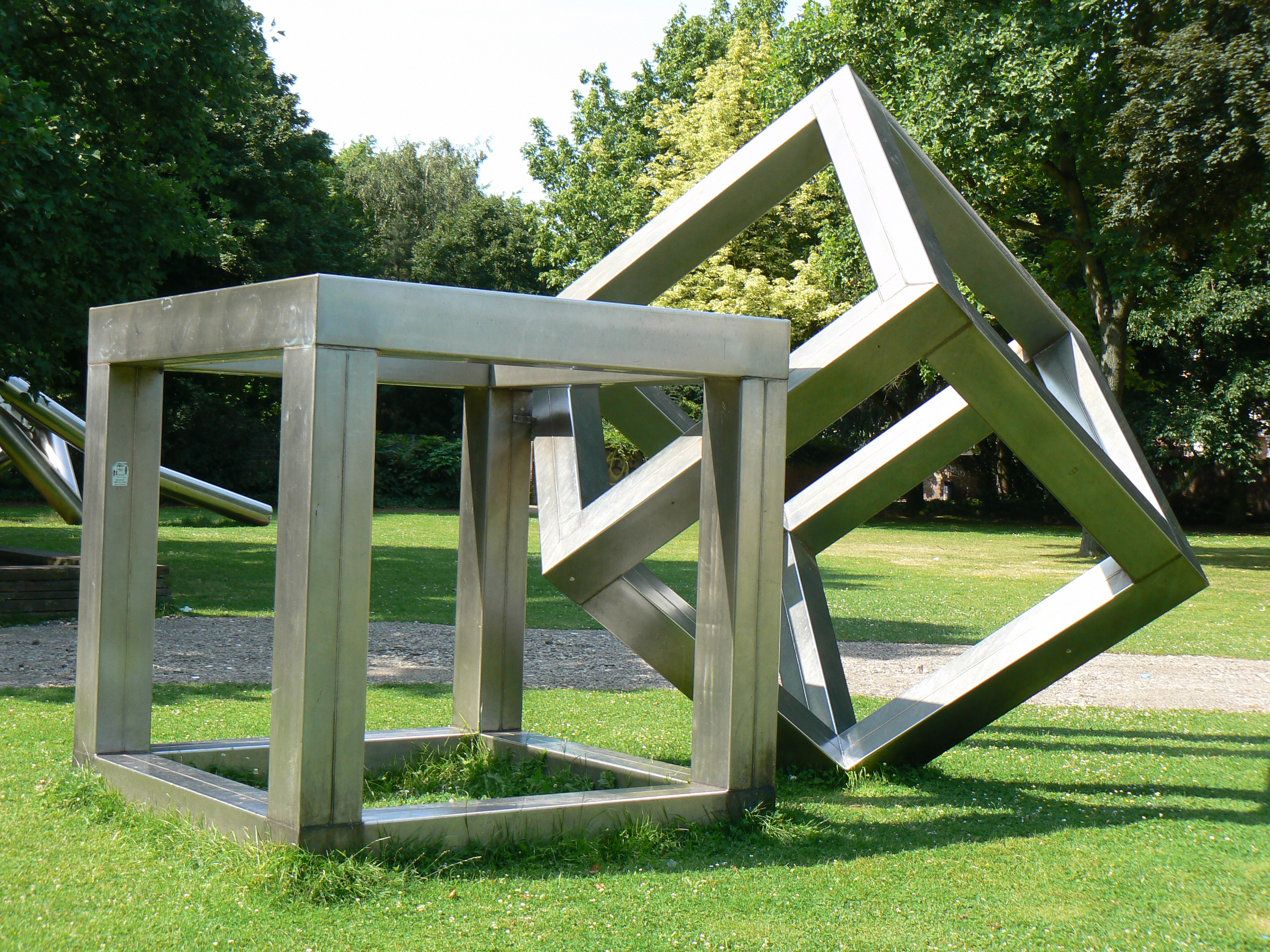
Alf Lechner: Würfelkonstruktion 3/73